# Trojan Warrior
Trojan Warrior, presentato anche come Odysseus o Odysseus: Trojan Warrior nella schermata dei titoli, è un videogioco sparatutto a scorrimento con il protagonista a cavallo di un Pegaso, pubblicato nel 1988 per Commodore 64 dalla Silverbird.

## Modalità di gioco
Il gioco è uno sparatutto con visuale di lato e scorrimento orizzontale continuo verso destra, sul genere di Nemesis. Il giocatore controlla un guerriero mitologico (i titoli si traducono "guerriero troiano" e "Odisseo", che in realtà nella mitologia greca è un nemico dei troiani) che cavalca un cavallo bianco alato e può volare su tutto lo schermo e sparare proiettili magici verso destra.
Si devono affrontare orde di nemici volanti, come demoni, altri cavalieri su creature alate e mostri vari, spesso in grado a loro volta di sparare, e anche pericoli che arrivano da terra, come maghi che sparano verso l'alto e vulcani in eruzione. Diversi power-up da raccogliere in aria consentono di potenziare la velocità, la propria arma o aggiungere piccoli moduli esterni che aiutano il protagonista.
Ci sono cinque livelli da attraversare, con diversi paesaggi: neve, mare con isole, giungla, deserto, e una desolata zona grigia, al termine della quale si salva la classica principessa rapita. Tra un livello e l'altro il guerriero imbocca un time tunnel e deve affrontare una veloce sequenza senza nemici, ma attraverso un cunicolo sinuoso con pareti luminescenti che non devono essere toccate. In caso di errore non si perde una vita, ma bisognerà affrontare di nuovo il livello precedente.